# Eric George William Wade Harrison
Eric George William Wade Harrison, britanski general, * 1893, † 1987.